# Ernst Cassirer
Ernst Cassirer (1874 - 1945) va ser un filòsof alemany
 que va destacar en l'estudi del símbol i en l'anàlisi de l'obra de Kant. De família benestant jueva, va impartir classes a les universitats alemanyes fins que el nazisme el va forçar a l'exili. Llavors va continuar la seva recerca i docència a centres com Oxford o Harvard, on va assolir gran prestigi.
La seva idea principal és que un dels trets distintius de l'ésser humà és la capacitat de crear i comprendre símbols, que l'ajuden a relacionar-se amb el món mitjançant models de sentit (en una línia similar al que afirma la semiòtica). Els símbols són formes a priori (seguint la terminologia kantiana), ja que condicionen la percepció i tot el coneixement i no es pot concebre una aproximació a la realitat o al propi jo sense ells. Aquests símbols tenen una base cultural però també psicològica i evolucionen amb la persona, de forma que serveixen per construir o rebutjar altres símbols (una anticipació del constructivisme).
Després de la mort de Cohen el 1918, Cassirer va desenvolupar una teoria del simbolisme i la va utilitzar per expandir la fenomenologia del coneixement a una filosofia de la cultura més general. Cassirer va ser un dels principals defensors de l'idealisme filosòfic del segle xx. La seva obra més famosa és la Filosofia de les formes simbòliques (1923-1929).
Tot i que la seva obra va rebre una acollida variada poc després de la seva mort, estudis més recents han remarcat el paper de Cassirer com a estricte defensor de l'idealisme moral de l'època de la Il·lustració i la causa de la democràcia liberal en un moment en què l'ascens del feixisme havia fet que aquesta defensa passés de moda. Dins de la comunitat jueva internacional, el treball de Cassirer també s'ha vist com part d'una llarga tradició de pensament sobre filosofia ètica.

## Biografia
Nascut a Breslau a Silèsia (actual sud-oest de Polònia), en una família jueva, Cassirer va estudiar literatura i filosofia a la Universitat de Marburg (on va completar el seu treball de doctorat el 1899 amb una tesi sobre l'anàlisi matemàtic i natural de René Descartes), coneixement científic Descartes' Kritik der mathematischen und naturwissenschaftlichen Erkenntnis ['Crítica de Descartes del coneixement matemàtic i científic']) i a la Universitat de Berlín (on va completar la seva habilitació el 1906 amb la tesi Das Erkenntnisproblem in der Philosophie und Wissenschaft der neueren Zeit: Erster Band ['El problema del coneixement en filosofia i ciència a l'edat moderna: volum I']).
Políticament, Cassirer va donar suport al liberal Partit Democràtic Alemany (DDP). Després de treballar durant molts anys com a Privatdozent a la Universitat Friedrich Wilhelm de Berlín, Cassirer va ser elegit el 1919 per a la càtedra de filosofia de la recentment fundada Universitat d'Hamburg, on va impartir classes fins al 1933, dirigint, entre d'altres, les tesis doctorals de Joachim Ritter i Leo Strauss. El 30 de gener de 1933 va prendre el poder el règim nazi. Cassirer va abandonar Alemanya el 12 de març de 1933 -una setmana després del primer Reichstagswahl sota aquest règim- perquè era jueu.
Després de sortir d'Alemanya va ensenyar durant un parell d'anys a la Universitat d'Oxford, abans de fer-se professor a la Universitat de Göteborg. Quan Cassirer va considerar que Suècia era massa insegura, va sol·licitar un lloc a la Universitat Harvard, però va ser rebutjat perquè trenta anys abans havia rebutjat una oferta de feina d'ells. El 1941 es va convertir en professor visitant a la Universitat Yale, després es va traslladar a la Universitat de Colúmbia a la ciutat de Nova York, on va impartir conferències des de 1943 fins a la seva mort el 1945.
Cassirer va morir d'un atac de cor l'abril de 1945 a la ciutat de Nova York. El jove rabí Arthur Hertzberg, que era estudiant de Cassirer a la Universitat de Colúmbia, va dirigir el servei funerari. La seva tomba es troba a Westwood, Nova Jersey, als cementiris de Cedar Park Beth-El, a les tombes de la Congregació Habonim. El seu fill, Heinz Cassirer, també era un erudit kantià.
Altres membres de la seva destacada família incloïen el neuròleg Richard Cassirer, l'editor i galerista Bruno Cassirer i el comerciant i editor d'art Paul Cassirer.

## Influències
Donald Phillip Verene, que va publicar alguns dels articles de Cassirer conservats a la Universitat Yale, va donar aquesta visió general de les seves idees:
| « | Cassirer com a pensador es va convertir en una encarnació dels principis kantians, però també de molt més, d'un moviment global de l'esperit que s'estén des del Renaixement fins a la Il·lustració, passant per la concepció de la història de Herder, la poesia de Goethe, l'estudi del Kavi de Wilhelm von Humboldt, la Philosophie Der Mythologie de Schelling , Fenomenologia de l'esperit de Hegel i la concepció del símbol estètic de Vischer, entre moltes altres. La pròpia posició de Cassirer neix a través d'un domini de tot el desenvolupament d'aquest món de la comprensió humanista, que va incloure l'ascens de la visió científica del món — un domini evident tant en les seves obres històriques com en la seva filosofia sistemàtica. | » |

## Obres

### Història de la ciència
Els primers escrits importants publicats de Cassirer van ser una història del pensament modern des del Renaixement fins a Kant. D'acord amb el neokantianisme de Marburg, es va concentrar en l'epistemologia. La seva lectura de la Revolució científica, en llibres com L'individu i el cosmos en la filosofia del Renaixement (1927), com una aplicació platònica de les matemàtiques a la natura, va influir en historiadors com EA Burtt, EJ Dijksterhuis i Alexandre Koyré.

### Filosofia de la ciència
A Substance and Function (1910), escriu sobre els desenvolupaments de la física de finals del segle xix, incloent la teoria de la relativitat i els Fonaments de la matemàtica. A la Teoria de la Relativitat d'Einstein (1921) va defensar l'afirmació que la física moderna recolza una concepció neokantiana del coneixement. També va escriure un llibre sobre mecànica quàntica anomenat Determinism and Indeterminism in Modern Physics (1936).

### Filosofia de les formes simbòliques
A Hamburg, Cassirer va descobrir la Biblioteca de les Ciències Culturals fundada per Aby Warburg. Warburg va ser un historiador de l'art que estava especialment interessat en els rituals i els mites com a fonts de formes supervivents d'expressió emocional. A Filosofia de les formes simbòliques (1923–29) Cassirer argumenta que l'home (com ho va dir en el seu llibre més popular de 1944 Essay on Man) és un animal simbòlic. Mentre que els animals perceben el seu món per instints i percepció sensorial directa, els humans creen un univers de significats simbòlics. Cassirer està especialment interessat en el llenguatge natural i el mite. Argumenta que la ciència i les matemàtiques es van desenvolupar a partir del llenguatge natural, i la religió i l'art a partir del mite.

### El debat Cassirer-Heidegger
El 1929, Cassirer va participar en una trobada històricament significativa amb Martin Heidegger a Davos durant la Segona Hochschulkurs de Davos (el debat Cassirer-Heidegger). Cassirer argumenta que si bé la Crítica de la raó pura de Kant posa l'accent en la temporalitat i la finitud humana, també va intentar situar la cognició humana dins d'una concepció més àmplia de la humanitat. Cassirer desafia el relativisme de Heidegger invocant la validesa universal de les veritats descobertes per les ciències exactes i morals.

### Filosofia de la Il·lustració
Cassirer creia que l'autorealització de la raó condueix a l'alliberament humà, Mazlish (2000) però, assenyala que Cassirer a la seva The Philosophy of the Illumination (1932) se centra exclusivament en les idees, ignorant el context polític i social en què van ser produïdes.

### La lògica de les ciències culturals
A La lògica de les ciències culturals (1942) Cassirer argumenta que la validesa objectiva i universal es pot assolir no només en les ciències, sinó també en els fenòmens pràctics, culturals, morals i estètics. Encara que la validesa objectiva intersubjectiva a les ciències naturals deriva de les lleis universals de la naturalesa, Cassirer afirma que un tipus anàleg de validesa objectiva intersubjectiva té lloc a les ciències culturals.

### El mite de l'estat
L'última obra de Cassirer, El mite de l'estat (1946), es va publicar pòstumament; en un cert nivell és un intent d'entendre els orígens intel·lectuals de l'Alemanya nazi. Cassirer veu l'Alemanya nazi com una societat en què el perillós poder del mite no és controlat ni sotmès per forces superiors. El llibre parla de l'oposició del logos i el mite en el pensament grec, la República de Plató, la teoria medieval de l'estat, Maquiavel, els escrits de Thomas Carlyle sobre el culte als herois, les teories racials d’Arthur de Gobineau i Hegel. Cassirer afirmava que en la política del segle XX hi va haver un retorn, amb l'aquiescència passiva de Martin Heidegger, a la irracionalitat del mite i, en particular, a la creença que existeix una cosa com el destí. D'aquesta aquiescència passiva, Cassirer diu que en apartar-se de la creença de Husserl en una base objectiva i lògica per a la filosofia, Heidegger va atenuar la capacitat de la filosofia per oposar-se al ressorgiment del mite en la política alemanya dels anys trenta.

### Llista d'obres
- Leibniz' System in seinen wissenschaftlichen Grundlagen, 1902
- Der kritische Idealismus und die Philosophie des "gesunden Menschenverstandes", 1906.
- Das Erkenntnisproblem in der Philosophie und Wissenschaft der neueren Zeit. (1: 1906; 2: 1907; 3: Die nachkantischen Systeme, 1920; 4: Von Hegels Tod bis zur Gegenwart (1832–1932), 1957).[11]
- Substanzbegriff und Funktionsbegriff. Untersuchungen über die Grundfragen der Erkenntniskritik. 1910
- Freiheit und Form. Studien zur deutschen Geistesgeschichte, 1916.
- Kants Leben und Lehre, 1918.
- Zur Einstein'schen Relativitätstheorie. Erkenntnistheoretische Betrachtungen, 1921.
- Idee und Gestalt. Goethe, Schiller, Hölderlin, Kleist, 1921
- Philosophie der symbolischen Formen. (1. Die Sprache, 1923; 2. Das mythische Denken, 1925; 3. Phänomenologie der Erkenntnis, 1929).
- Sprache und Mythos. Ein Beitrag zum Problem der Götternamen, 1925
- Individuum und Kosmos in der Philosophie der Renaissance, 1927
- Die Idee der republikanischen Verfassung, 1929.
- Die Philosophie der Aufklärung, 1932.
- Determinismus und Indeterminismus in der modernen Physik, 1937.
- Axel Hägerström: Eine Studie zur Schwedischen Philosophie der Gegenwart, 1939.
- Zur Logik der Kulturwissenschaften, 1942.
- An Essay on Man, 1944. (Was ist der Mensch? Versuch einer Philosophie der menschlichen Kultur, 1960)
- The Myth of the State, 1946. (Vom Mythus des Staates, 1949).[12]
- Symbol, Myth and Culture. Essays and Lectures, 1935-1945, New Haven, Yale Univ, 1979
- Ernst Cassirer: Gesammelte Werke. Hamburger Ausgabe. Electronic Edition. (2016) – La versió electrònica de l'edició definitiva de les obres de Cassirer, publicada impresa per Felix Meiner Verlag, i electrònicament a Past Masters series.